# Isambard Kingdom Brunel
Isambard Kingdom Brunel FRS  (9. april 1806 – 15. september 1859) je bil britanski gradbeni inženir in strojni inženir, ki velja za »eno najbolj genialnih in plodovitih osebnosti v zgodovini inženiringa«, »eden izmed inženirskih velikanov 19. stoletja«, in »ena največjih osebnosti industrijske revolucije, [ki] je spremenil podobo angleške pokrajine s svojimi prelomnimi načrti in genialnimi konstrukcijami«. Brunel je zgradil pristanišča, Veliko zahodno železnico (GWR), vrsto parnikov, vključno s prvim namensko zgrajenim čezatlantskim parnikom, ter številne pomembne mostove in predore. Njegovi modeli so spremenili javni prevoz in sodobno inženirstvo.
Čeprav Brunelovi projekti niso bili vedno uspešni, so pogosto vsebovali inovativne rešitve dolgotrajnih inženirskih problemov. V svoji karieri je Brunel dosegel številne inženirske uspehe, vključno s pomočjo očetu pri gradnji prvega predora pod plovno reko (reko Temzo) in razvojem SS Great Britain, prve čezoceanske železne ladje s propelerjem, ki je bila ob splovitvi leta 1843 največja ladja, ki je bila kdaj koli zgrajena.
Na GWR je Brunel postavil standarde za dobro zgrajeno železnico s skrbnimi raziskavami za zmanjšanje naklonov in ovinkov. To je zahtevalo drage gradbene tehnike, nove mostove, nove viadukte in 3,2 km dolg predor Box. Ena sporna značilnost je bila 'široka tirna širina' 2140 mm, namesto tega, kar je bilo kasneje znano kot 'standardna tirna širina' 1435 mm. Veliko Britanijo je presenetil s predlogom razširitve GWR proti zahodu v Severno Ameriko z gradnjo ladij na parni pogon z železnim trupom. Zasnoval in zgradil je tri ladje, ki so revolucionirale pomorski inženiring: SS Great Western (1838), SS Great Britain (1843) in SS Great Eastern (1859).
Leta 2002 je bil Brunel uvrščen na drugo mesto v javni anketi BBC za določitev »100 največjih Britancev«. Leta 2006, ob dvestoletnici njegovega rojstva, je velik program dogodkov proslavil njegovo življenje in delo pod imenom Brunel 200.

## Zgodnje življenje
Isambard Kingdom Brunel se je rodil 9. aprila 1806 v Britain Street, Portsea, Portsmouth, Hampshire, kjer je njegov oče delal na strojih za izdelavo blokov. Ime Isambard je dobil po svojem očetu, francoskem gradbenem inženirju siru Marcu Isambardu Brunelu, Kingdom pa po svoji angleški materi Sophii Kingdom. Sestra njegove matere, Elizabeth Kingdom, je bila poročena s Thomasom Mudgeom Jr., sinom Thomasa Mudgea, urarja.  Imel je dve starejši sestri, Sophio, najstarejšega otroka in Emmo. Celotna družina se je leta 1808 preselila v London zaradi očetovega dela. Brunel je imel srečno otroštvo, kljub nenehnim denarnim skrbem družine, njegov oče pa je bil njegov učitelj v zgodnjih letih. Njegov oče ga je učil tehnik risanja in opazovanja od štirih let, Brunel pa se je naučil evklidsko geometrijo pri osmih. V tem času se je naučil tekoče govoriti francosko in osnovnih principov inženiringa. Spodbujali so ga, da je risal zanimive stavbe in odkrival morebitne napake v njihovi strukturi, tako kot njegov oče je pokazal sposobnost za matematiko in mehaniko.
Ko je bil Brunel star osem let, so ga poslali v internat dr. Morrella v Hove, kjer se je učil klasike. Njegov oče, po rodu Francoz, je bil odločen, da mora imeti Brunel dostop do visokokakovostne izobrazbe, ki jo je užival v mladosti v Franciji. V skladu s tem je bil mlajši Brunel pri 14 letih najprej vpisan na Univerzo v Caenu, nato pa na Lycée Henri-IV v Parizu.
Ko je bil Brunel star 15 let, so njegovega očeta, ki je imel več kot 5000 funtov dolgov, poslali v dolžniški zapor. Po treh mesecih brez obetov na izpustitev je Marc Brunel dal vedeti, da razmišlja o ponudbi ruskega carja. Avgusta 1821, soočena z možnostjo izgube uglednega inženirja, je vlada popustila in Marcu izdala 5000 funtov za poplačilo dolgov v zameno za njegovo obljubo, da bo ostal v Veliki Britaniji.
Ko je Brunel leta 1822 končal študij, ga je njegov oče dal predstaviti kot kandidata na sloviti inženirski šoli École Polytechnique, vendar kot tujec ni bil upravičen do vstopa. Brunel je kasneje študiral pri uglednem urarskem mojstru in urarju Abraham-Louisu Breguetu, ki je v pismih očetu hvalil Brunelov potencial. Konec leta 1822 se je Brunel po končanem vajeništvu vrnil v Anglijo.

## Osebno življenje
10. junija 1830 je bil Brunel izvoljen za člana Kraljeve družbe.
Brunel se je poročil z Mary Elizabeth Horsley (r. 1813) 5. julija 1836. Prihajala je iz uspešne glasbene in umetniške družine, saj je bila najstarejša hči skladatelja in organista Williama Horsleyja. Ustanovila sta si dom na ulici Duke Street v Westminstru v Londonu.
Medtem ko je leta 1843 izvajal čarovniški trik za zabavo svojih otrok, je Brunel pomotoma vdihnil kovanec v višini pol suverena, ki se je zagozdil v njegovem sapniku. Poseben par klešč ga ni uspel odstraniti, prav tako stroj, ki ga je zasnoval Brunel, da bi ga stresel. Po očetovem predlogu so Brunela privezali na desko in ga obrnili na glavo, kovanec pa sunkovito osvobodili. Okreval je v Teignmouthu in tako zelo užival v tem območju, da je kupil posestvo v Watcombu v Torquayju v Devonu. Tukaj je naročil Williamu Burnu, da zasnuje dvorec Brunel in njegove vrtove za svoj podeželski dom. Nikoli ni videl dokončane hiše ali vrtov, saj je umrl, preden je bila dokončana.
Brunel, hud kadilec, ki so mu diagnosticirali Brightovo bolezen (nefritis), je 5. septembra 1859 utrpel možgansko kap, tik preden je ladja Great Eastern opravila svoje prvo potovanje v New York. Umrl je deset dni kasneje v starosti 53 let in je bil tako kot njegov oče pokopan na pokopališču Kensal Green v Londonu. Spominjajo ga v Westminstrski opatiji v oknu na južni strani ladje. Mnogi so žalovali za Brunelovo smrtjo, kljub in zaradi njegovih poslovnih podvigov; osmrtnica v The Morning Chronicle je zapisala:

Brunel je bil pravi človek za narod, na žalost pa ni bil pravi človek za delničarje. Tisti, ki morajo zbirati zlato, se morajo skloniti, in Brunel se nikoli ne bi mogel skloniti. Zgodovina izumov ne beleži nobenega primera velikih novosti, ki bi jih tako pogumno zamislil in tako uspešno izvedel isti posameznik.
Brunel je zapustil ženo Mary in tri otroke: Isambarda Brunela mlajšega (1837–1902), Henryja Marca Brunela (1842–1903) in Florence Mary Brunel (1847–1876). Henry Marc je pozneje postal uspešen gradbeni inženir.

## Predor Temza
Brunel je več let delal kot pomočnik inženirja pri projektu izdelave predora pod londonsko reko Temzo med Rotherhithejem in Wappingom, pri čemer so graditelji predora vodili vodoravni jašek z ene strani reke na drugo v najtežjih in najnevarnejših pogojih. Projekt je financiralo podjetje Thames Tunnel Company, Brunelov oče Marc pa je bil glavni inženir. Ameriški naravoslovec je dejal: »Prav tako je navedeno, da so operacije Tereda [Shipworm] g. Brunelu predlagale njegovo metodo za izkopavanje predora Temze«.
Sestava rečne struge pri Rotherhitheju je bila pogosto le malo več kot z vodo prepojene usedline in rahli prod. Genialni predorski ščit, ki ga je zasnoval Marc Brunel, je pomagal zaščititi delavce pred vdori, vendar sta dva incidenta hudih poplav zaustavila delo za daljša obdobja, ubila več delavcev in hudo poškodovala mlajšega Brunela. V slednjem incidentu leta 1828 sta umrla dva najvišja rudarja, sam Brunel pa je za las ušel smrti. Bil je resno poškodovan in je preživel šest mesecev na okrevanju, v tem času pa je začel projektirati most v Bristolu, ki bo kasneje dokončan kot Cliftonski viseči most. Dogodek je za nekaj let zaustavil dela na predoru.
Čeprav je bil predor Temza končno dokončan v času življenja Marca Brunela, njegov sin ni več sodeloval pri samem predoru, le uporabil je opuščena dela v Rotherhitheju za nadaljevanje svojih neuspešnih poskusov Gaz. Ta je temeljil na ideji njegovega očeta in naj bi se razvil v motor, ki bi deloval na moč, ustvarjeno z izmeničnim segrevanjem in hlajenjem ogljikovega dioksida, narejenega iz amonijevega karbonata in žveplove kisline. Kljub zanimanju več strani, vključno z Admiraliteto, je Brunel poskuse ocenil kot neuspešne samo zaradi porabe goriva in so jih po letu 1834 prekinili.
Leta 1865 je East London Railway Company kupila predor Temza za 200.000 funtov in štiri leta pozneje so skozenj zapeljali prvi vlaki. Pozneje je predor postal del sistema londonske podzemne železnice in je v uporabi še danes, prvotno kot del vzhodnolondonske proge, ki je zdaj vključena v londonsko podzemno železnico.

## Mostovi in viadukti
Brunela si morda najbolj zapomnimo po načrtih za Cliftonski viseči most v Bristolu, ki so ga začeli graditi leta 1831. Most je bil zgrajen po načrtih, ki temeljijo na Brunelu, vendar s precejšnjimi spremembami. Z razponom nad 214 m in nominalno 76 m nad reko Avon je imel v času gradnje najdaljši razpon med vsemi mostovi na svetu. Brunel je predložil štiri načrte odboru, ki ga je vodil Thomas Telford, vendar je Telford zavrnil vse in namesto tega predlagal svoj dizajn. Glasno nasprotovanje javnosti je prisililo organizacijski odbor, da je organiziral nov natečaj, na katerem je zmagal Brunel.
Pozneje je Brunel pisal svojemu svaku, politiku Benjaminu Hawesu: »Od vseh čudovitih podvigov, ki sem jih izvedel, odkar sem na tem delu sveta, mislim, da sem včeraj izvedel najbolj čudovitega. Ustvaril sem soglasje med 15 moškimi, ki so se vsi prepirali o tisti najbolj žgečkljivi temi – okusu«.
Dela na Cliftonskem mostu so se začela leta 1831, vendar so bila prekinjena zaradi nemirov na trgu Queen Square, ki jih je povzročil prihod sira Charlesa Wetherella v Clifton. Nemiri so odgnali investitorje, tako da ni bilo denarja za projekt, in gradnja se je ustavila.
Brunel ni dočakal dokončanja mostu, čeprav so njegovi kolegi in oboževalci na Inštitutu gradbenih inženirjev menili, da bi bil primeren spomenik, in začeli zbirati nova sredstva in spreminjati načrt. Delo se je ponovno začelo leta 1862, tri leta po Brunelovi smrti, in je bilo dokončano leta 1864. Leta 2011 je zgodovinar in biograf Adrian Vaughan predlagal, da Brunel ni zasnoval mostu, kot je bil na koncu zgrajen, saj so bile kasnejše spremembe njegove zasnove precejšnje. Njegovi pogledi so odražali občutek, ki ga je dvainpetdeset let prej izrazil Tom Rolt v svoji knjigi Brunel iz leta 1959. Preoblikovanje obesnih verig, pridobljenih iz prejšnjega visečega mostu, je bil eden od mnogih razlogov, zakaj Brunelovemu dizajnu ni bilo mogoče natančno slediti.
Hungerford Bridge, viseča brv čez Temzo blizu postaje Charing Cross v Londonu, je bila odprta maja 1845. Njegov osrednji razpon je bil 206,2 m, njegova cena pa je bila 106.000 funtov. Leta 1859 ga je zamenjal nov železniški most, viseče verige pa so bile uporabljene za dokončanje Cliftonskega visečega mostu.
Cliftonski viseči most še vedno stoji in vsako leto ga prečka več kot 4 milijone vozil.
Brunel je zasnoval številne mostove za svoje železniške projekte, vključno most kralja Alberta, ki prečka reko Tamar pri Saltash blizu Plymoutha, mostom Somerset (nenavaden most z lesenim ogrodjem blizu Bridgwatera), železniškim mostom Windsor in železniškim mostom Maidenhead nad Temzo v Berkshiru. Ta zadnji je bil najbolj ploščat, najširši opečni ločni most na svetu in še vedno vozi vlake glavne proge proti zahodu, čeprav so današnji vlaki približno desetkrat težji kot v Brunelovem času.
V svoji karieri pri gradnji železnic, zlasti na železnicah South Devon in Cornwall, kjer je bila potrebna ekonomičnost in je bilo treba prečkati veliko dolin, je Brunel v veliki meri uporabljal les za gradnjo viaduktov; te je bilo treba z leti zamenjati, saj je njihov primarni material, kianiziran baltski bor, postalo negospodarno pridobivati.
Brunel je zasnoval most kralja Alberta leta 1855 za Cornwallsko železnico, potem ko je parlament zavrnil njegov prvotni načrt za železniški trajekt čez Hamoaze – estuarij plimovanja Tamar, Tavy in Lynher. Most (iz tetivnega nosilca ali vezane ločne konstrukcije) je sestavljen iz dveh glavnih razponov139 m, 30 m nad povprečno visoko spomladansko plimo, plus 17 precej krajših pristopnih razponov. Odprl jo je princ Albert 2. maja 1859, dokončana pa je bila v letu Brunelove smrti.
Več Brunelovih mostov za Veliko zahodno železnico bi lahko porušili, ker je treba progo elektrificirati, za nadzemne žice pa ni dovolj prostora. Svet okrožja Buckinghamshire se pogaja o dodatnih možnostih, da bi lahko rešili vseh devet preostalih zgodovinskih mostov na progi.
Ko je železniško podjetje Cornwall zgradilo železniško progo med Plymouthom in Trurom, odprto leta 1859, in jo podaljšalo do Falmoutha leta 1863, so po nasvetu Brunela zgradili križišča reke v obliki lesenih viaduktov, skupno 42, sestavljenih iz razponov lesenih palub, podprti s pahljačimi lesenimi oporniki, zgrajenimi na zidanih stebrih. Ta nenavaden način gradnje je bistveno znižal prve stroške gradnje v primerjavi s popolnoma zidano konstrukcijo, a na račun dražjega vzdrževanja. Leta 1934 je bil zadnji Brunelov leseni viadukt razstavljen in nadomeščen z zidano konstrukcijo.
Brunelov zadnji večji podvig je bilo edinstveno Tromostovje v Londonu. Dela so se začela leta 1856 in bila dokončana leta 1859. Zadevni trije mostovi so urejeni tako, da omogočajo križanje poti kanala Grand Junction, Great Western in Brentford Railway ter Windmill Lane.

## Velika zahodna železnica
Na začetku Brunelovega življenja se je začela uporabljati železnica kot glavno prevozno sredstvo za blago. To je vplivalo na Brunelovo sodelovanje v železniškem inženiringu, vključno z inženiringom železniških mostov.
Leta 1833, preden je bil predor Temza dokončan, je bil Brunel imenovan za glavnega inženirja Velike zahodne železnice (Great Western Railway), enega od čudes viktorijanske Britanije, ki je potekala od Londona do Bristola in kasneje Exetra. Podjetje je bilo ustanovljeno na javnem srečanju v Bristolu leta 1833 z aktom parlamenta leta 1835. Brunelova vizija je bila, da bodo lahko potniki kupili eno vozovnico v londonskem Paddingtonu in potovali iz Londona v New York, pri čemer bi se spremenili od Great Western Railway do parnika Great Western na končni postaji v Neylandu v Zahodnem Walesu.
Sam je pregledal celotno dolžino poti med Londonom in Bristolom, s pomočjo mnogih, vključno s svojim odvetnikom Jeremiahom Osbornom iz odvetniške družbe Bristol Osborne Clarke, ki je ob neki priložnosti veslal z Brunelom po reki Avon, da bi pregledal obrežje reke za pot. Brunel je celo zasnoval hotel Royal v Bathu, ki so ga odprli leta 1846 nasproti železniške postaje.
Brunel je sprejel dve kontroverzni odločitvi: uporabiti široko tirno širino 2140 mm, za katero je verjel, da bo nudila vrhunsko vožnjo pri visokih hitrostih; in ubrati pot, ki je potekala severno od Marlborough Downs – območje brez pomembnih mest, čeprav je ponujalo možne povezave z Oxfordom in Gloucesterjem – in nato slediti dolini Temze v London. Njegova odločitev, da za progo uporabi širok tir, je bila sporna, saj so skoraj vse britanske železnice do danes uporabljale standardni tir. Brunel je dejal, da to ni nič drugega kot prenos rudniških železnic, na katerih je delal George Stephenson, preden je naredil prvo potniško železnico na svetu. Brunel je z izračuni in vrsto poskusov dokazal, da je njegov širši profil optimalna velikost za zagotavljanje višjih hitrosti ter stabilne in udobne vožnje potnikom. Poleg tega je širša tirna širina omogočila večje tovorne vagone in s tem večjo tovorno zmogljivost.
Na podlagi Brunelovih izkušenj s predorom Temza je Great Western vseboval vrsto tehničnih dosežkov – viadukte, kot je tisti v Ivybridgeu, posebej zasnovane postaje in predore, vključno s predorom Box, ki je bil v tistem času najdaljši železniški predor na svetu. Z odprtjem predora Box je bila proga od Londona do Bristola dokončana in pripravljena za vlake 30. junija 1841.
Začetna skupina lokomotiv, ki jo je naročil Brunel po lastnih specifikacijah, se je izkazala za nezadovoljivo, razen lokomotive North Star, in 20-letni Daniel Gooch (kasneje sir Daniel) je bil imenovan za nadzornika lokomotivskih motorjev. Brunel in Gooch sta se odločila, da svojo lokomotivarstvo postavita v vas Swindon, na točko, kjer se je postopen vzpon iz Londona spremenil v strmejši spust v dolino Avon pri Bathu.
Po Brunelovi smrti je bila sprejeta odločitev, da se za vse železnice v državi uporablja standardna tirna širina. Na prvotni valižanski končni postaji Velike zahodne železnice v Neylandu se deli širokotirnih tirnic uporabljajo kot dostop v pristanišču, tamkajšnje informacijske table pa prikazujejo različne vidike Brunelovega življenja. Obstaja tudi večji bronasti kip, ki prikazuje njega, ki v eni roki drži parnik, v drugi pa lokomotivo. Kip je bil zamenjan po prejšnji tatvini.
Današnjo londonsko postajo Paddington je zasnoval Brunel in jo odprli leta 1854. Primeri njegovih načrtov za manjše postaje na Great Western in povezanih progah, ki so preživele v dobrem stanju, vključujejo Mortimer, Charlbury in Bridgend (vse italijanske) in Culham (Tudorbethan). Ohranjeni primeri lesenih nadstreškov za vlake v njegovem slogu so pri Fromeju in Kingswearu.
Muzej parne železnice Swindon ima veliko artefaktov iz Brunelovega časa na Veliki zahodni železnici. Železniško središče Didcot ima rekonstruiran segment tira 2140 mm, kot ga je zasnoval Brunel in delujoče parne lokomotive v istem tiru.
Del družbe je na železnice gledal bolj negativno. Nekateri lastniki zemljišč so menili, da železnice ogrožajo dobrine ali vrednost nepremičnine, drugi pa so zahtevali predore na svojih zemljiščih, da železnice ne bi bilo mogoče videti.

## Brunelovaatmosferska železnica
Čeprav neuspešna, je bila še ena Brunelova zanimiva uporaba tehničnih inovacij atmosferska železnica, podaljšek Velike zahodne železnice (GWR) južno od Exetra proti Plymouthu, tehnično Južnodevonska železnica (SDR), čeprav jo podpira GWR. Namesto z uporabo lokomotiv so vlake premikali s Cleggovim in Samudinim patentiranim sistemom atmosferske (vakuumske) vleke, pri čemer so stacionarne črpalke sesale zrak iz cevi, nameščene na sredini tira.
Odsek od Exetra do Newtona (zdaj Newton Abbot) je bil dokončan po tem principu, vlaki pa so vozili s približno 68 milj na uro (109 km/h). Črpališča z izrazitimi kvadratnimi dimniki so bila postavljena v razmaku dveh milj. 381 mm cevi so bile uporabljene na ravnih delih, 559 mm cevi pa so bile namenjene za strmejše naklone.
Tehnologija je zahtevala uporabo usnjenih zavihkov za tesnjenje vakuumskih cevi. Naravna olja so iz usnja izčrpali z vakuumom, zaradi česar je bilo usnje občutljivo na vodo, gnitje in lomljenje vlaken, ko je zmrznilo pozimi leta 1847. Ohranjati ga je bilo treba z lojem, ki je privlačen za podgane. Lopute so bile pojedene in vakuumsko delovanje je trajalo manj kot eno leto, od leta 1847 (poskusno delovanje se je začelo septembra; delovanje od februarja 1848) do 10. septembra 1848. Propadanje ventila zaradi reakcije tanina in železovega oksida je bilo navedeno kot zadnja kaplja, ki je potopila projekt, saj se je neprekinjeni ventil začel trgati iz svojih zakovic po večini svoje dolžine, ocenjeni stroški zamenjave v višini 25.000 GBP pa so bili štejejo za prepovedane.
Del pipe brez usnjenih prevlek je ohranjen v železniškem centru Didcot.[64]
Leta 2017 je izumitelj Max Schlienger v svojem vinogradu v mestu Ukiah v severni Kaliforniji razkril delujoč model posodobljene atmosferske železnice.